# Паревский сельсовет
Паревский сельсовет — сельское поселение в Инжавинском районе Тамбовской области Российской Федерации.
Административный центр — село Паревка.

## История
Статус и границы сельского поселения установлены Законом Тамбовской области от 17 сентября 2004 года № 232-З «Об установлении границ и определении места нахождения представительных органов муниципальных образований в Тамбовской области».

## Население
| 2010 | 2012 | 2013 | 2014 | 2015 | 2016 | 2017 |
| ---- | ---- | ---- | ---- | ---- | ---- | ---- |
| 855  | ↘823 | ↘810 | ↘796 | ↘765 | ↘729 | ↘727 |
| 2018 | 2019 | 2020 | 2021 |      |      |      |
| ↘706 | ↘695 | ↘678 | ↘658 |      |      |      |

## Состав сельского поселения
| № | Населённый пункт | Тип населённого пункта       | Население |
| - | ---------------- | ---------------------------- | --------- |
| 1 | Боброво          | деревня                      | 32        |
| 2 | Знобиловка       | деревня                      | ↘82       |
| 3 | Ольховка         | село                         | ↘227      |
| 4 | Паревка          | село, административный центр | ↘514      |